# Kịch tâm lý tình cảm

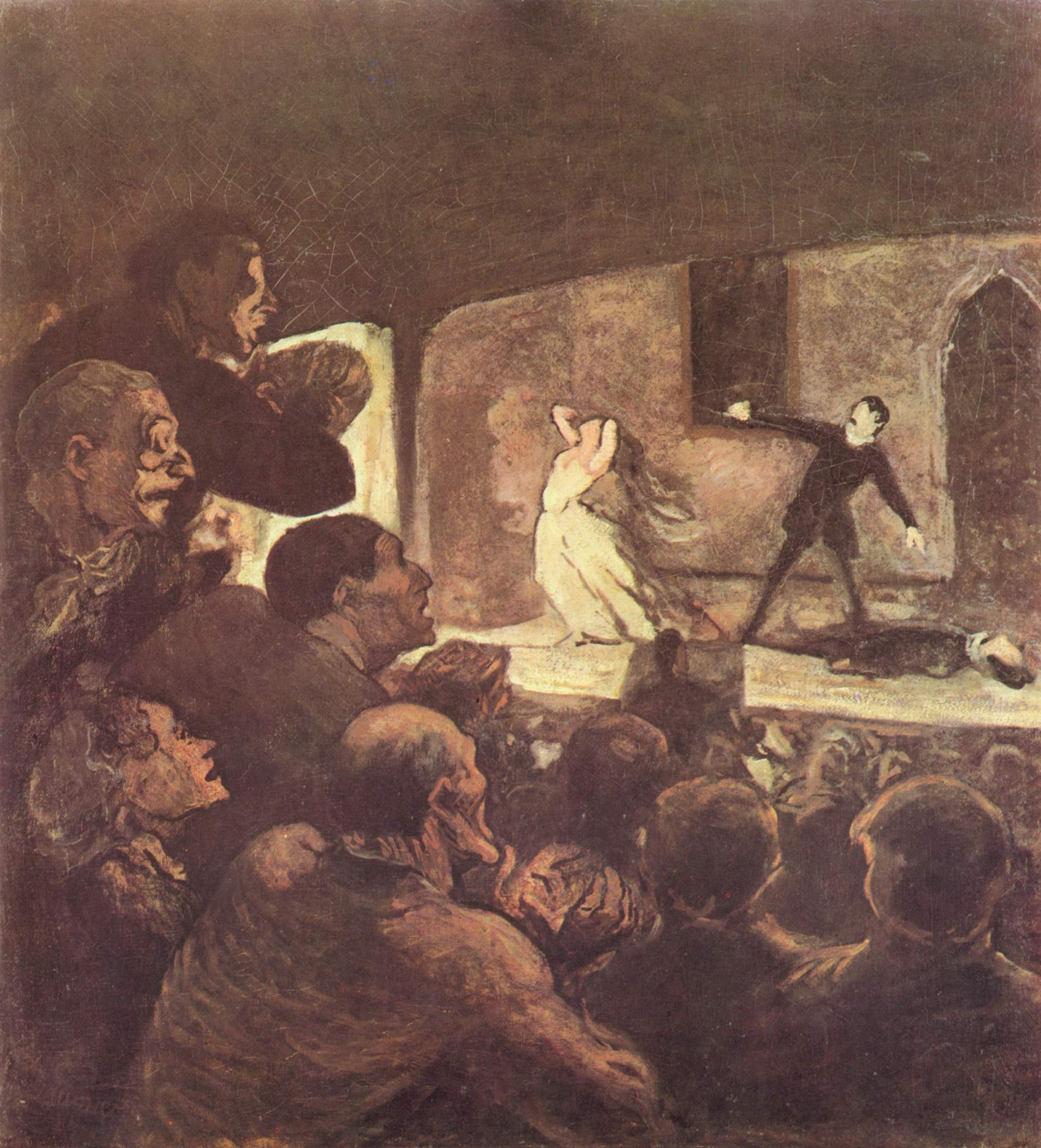
Bức họa có tên Mélodrame (Kịch tâm lý tình cảm) của tác giả Honoré Daumier vẽ trong giai đoạn 1856-1860, mô tả khung cảnh thành phố Paris điển hình đặt trong bối cảnh Đại lộ Temple.

Kịch tâm lý tình cảm hay kịch mêlô (tiếng Anh: melodrama), bao gồm cả phim tâm lý tình cảm, là một tác phẩm kịch và do đó cốt truyện gây xúc động mạnh với mục đích lay động cảm xúc mãnh liệt cũng như tạo tiền đề cho sự xây dựng đặc tính nhân vật được cặn kẽ, chi tiết. Thể loại này đặc trưng ở việc đặt trọng tâm vào các màn đối thoại vốn thường khoa trương hoặc quá ủy mị, hơn là tập trung vào hành động. Các nhân vật thường được khắc họa đơn giản hoặc có thể là nhân vật kiểu mẫu.

## Các phân nhánh
- Nhà lý luận và phê bình văn học Northrop Frye người Canada nhận thấy cả hai hình thức quảng cáo và tuyên truyền dưới dạng tâm lý tình cảm mà những người có học thức không thể nắm bắt thực sự.[1]
- Nền chính trị một lúc nào đó sẽ yêu cầu kịch tâm lý tình cảm nhằm kết nối một cái nhìn toàn thế giới. Theo đó, nhà sử học Richard Overy chỉ ra rằng nước Anh những năm 1930 nhìn nhận văn minh một cách phóng đại dưới sự đe dọa: "Trong màn kịch tâm lý tình cảm vĩ đại này, nước Đức của Hitler là kẻ phản diện; nền văn minh dân chủ là vai nữ chính bị đe dọa";[2] - trong khi đó thủ tướng Winston Churchill đem đến người anh hùng lớn-hơn-đời vô cùng cần thiết nhằm nối khớp sự kháng cự bị-dồn-đến-chân-tường trong cuộc oanh kích Blitz.[3]

### Hiện đại
Kịch tâm lý tình cảm cổ điển hiện không còn phổ biến trên sóng truyền hình và điện ảnh phương Tây như xưa nữa. Tuy vậy nó vẫn còn phổ biến rộng rãi ở những khu vực khác, đặc biệt là tại châu Á và các nước nói tiếng Tây Ban Nha. Tâm lý tình cảm là một trong những thể loại chính (cùng với lãng mạn, hài kịch và kỳ ảo) sử dụng trong phim truyền hình Mỹ Latinh (telenovela), nhất là tại các nước Venezuela, México, Colombia, Argentina và Brasil, cũng như ở dòng phim truyền hình châu Á, đặc biệt là của Hàn Quốc, Nhật Bản, Đài Loan, Trung Quốc, Pakistan, Thái Lan, Ấn Độ, Thổ Nhĩ Kỳ và Philippines (quốc gia có sự pha trộn giữa hai nền văn hóa Tây Ban Nha và châu Á). Cộng đồng khán giả hải ngoại của những quốc gia này cũng đóng góp vào thị trường toàn cầu.

### Điện ảnh
Phim tâm lý tình cảm là một nhánh nhỏ của dòng phim chính kịch đặc trưng bởi cốt truyện lay động cảm xúc mạnh mẽ ở người xem.